# Ngambè-Tikar
 (octobre 2012).
Si vous disposez d'ouvrages ou d'articles de référence ou si vous connaissez des sites web de qualité traitant du thème abordé ici, merci de compléter l'article en donnant les références utiles à sa vérifiabilité et en les liant à la section « Notes et références ».
Ngambé-Tikar est une commune camerounaise située dans le département du Mbam-et-Kim, dans la région du Centre. 

## Environnement
Elle est située dans une zone forestière, parsemée par endroits des vastes étendues de savanes. Zone de transit forêt-savane, la commune de Ngambé-Tikar fait partie du grand ensemble appelé plaine Tikar. 
Son relief peu accidenté offre çà et là quelques monts avec une altitude moyenne de 800 m. Son sol est argileux et son sous-sol se compose de roches et de granites.

## Climat
Sur le plan climatique, la commune de Ngambé-Tikar connaît un climat équatorial de type guinéen avec deux saisons de pluie (la première d’avril à juillet et la seconde de septembre à novembre) ; une précipitation variant entre 1 500 et 2 000 mm et deux saisons sèches (de novembre à mars et de mi-juin à mi-août). Toutefois, on note depuis quelque temps des perturbations dues à l’exploitation forestière sauvage que connaît la commune.
La température moyenne est de 27 °C.

## Hydrographie
Plusieurs cours d’eau dont la Kim, Djée, Ngou, Wawoué, Hong, Kiyen, Dié, Méfui, Seh Mpêm pour ne citer que ceux-là se jetant dans le bassin du Mbam arpentent le territoire de la commune.

## Démographie
La commune de Ngambé-Tikar couvre une superficie de 7 200 km2.
Lors du recensement de 2005, la commune comptait 12 489 habitants, dont 3 562 pour Ngambè-Tikar Ville.
Sa population essentiellement agricole est constituée de 90 % des Tikar et à 6 % des Bororos, peuple nomade et grands éleveurs, auxquels il faut ajouter d’autres peuples venus des régions de l’Ouest, de l’Adamaoua et des communes voisines de la région du Centre attirés par l’activité économique de la commune. 
Cette commune se compose de quatre grands pôles de concentration des populations : Ngambé-Tikar, Kong, Nditam et Gah, auxquels il faut ajouter les campements pygmées de Mbondé par Nditam, de Ngoumé, de Yah par Ngambé-Tikar et de Gah. 
Les populations pygmées constituent une couche très vulnérable compte tenu de leur inadaptabilité à la vie moderne.

## Organisation
Outre Ngambé-Tikar et ses quartiers, la commune comprend les villages suivants :
- Beng-Beng
- Gah
- Ina
- Kong
- Kpaga
- Mambioko
- Nditam
- Ngoumé
- Oué

## Économie
Comme cultures vivrières on y cultive : le maïs, le manioc, le bananier plantain, l’igname, le macabo, la patate, les arbres fruitiers et comme cultures de rente : le cacao, le café, le palmier à huile etc.
Quant à l’élevage, il y a une poussée de plus en plus accrue de l’élevage des bovins, des caprins, des ovins, des porcins et de l'élevage domestique de la volaille (poulets, canards…)
La pisciculture quant à elle n’a pas encore droit de cité pourtant située au carrefour de plusieurs régions, cette activité pourrait connaître un essor.
En ce qui concerne l’industrie, celle-ci se focalise essentiellement sur l’exploitation forestière avec des unités de pré-transformation notamment : la scierie du Mbam et Kim (SMK), la mini-scierie MP, scierie Miguel Khoury. 
L’accès à l’eau de ces populations est difficile du fait du manque de points d’eau potable. Ainsi l’eau de consommation et des ménages est essentiellement recueillie dans les cours d’eau environnants, ce qui ne garantit pas le caractère potable de l’eau de consommation. Aussi rencontre-t-on au sein de cette population les maladies liées à la consommation de cette eau telles : la diarrhée, le choléra, la dysenterie, la fièvre typhoïde, la paludisme, les filarioses, etc.
Les forages existants, vestiges des multiples dons reçus, ne fonctionnent plus, faute de moyens pour leur entretien. Les puits quant à eux sont inexistants, l’essentiel de l’approvisionnement en eau se faisant exclusivement auprès des cours d’eau qui parcourent le territoire de la commune. 
Pour ce qui est de l’accès à l’assainissement, il faut dire que la commune se situant dans une zone rurale, le problème d’évacuation des eaux usées ne se pose pas comme c’est le cas dans les zones urbaines.
La commune de Ngambé-Tikar offre d'énormes potentialités d'investissement dans les domaines agricole, avicole, l’élevage, grâce à son ouverture à plusieurs régions (Adamaoua, est, ouest).